# Top Hat
Top Hat is een Amerikaanse muziekfilm uit 1935 onder regie van Mark Sandrich. De film is de meest succesvolle film van het danskoppel Fred Astaire en Ginger Rogers. In de Verenigde Staten bracht de film $3.000.000 op. Hoewel de dansroutines in Swing Time meer befaamd zijn, wordt Top Hat door velen beschouwd als de beste film van het danskoppel.
Er werd in films als The English Patient, The Green Mile, The Next Best Thing, Billy Elliot en Angels in America veel naar "Top Hat" verwezen.

## Verhaal
Jerry Travers is een ster op Broadway die werkt voor producent Horace Hardwick. Wanneer hij op een avond zijn nieuwe danspasjes demonstreert aan zijn producent, is dit tot grote irritatie van Dale Tremont. De vrouw, die haar slaap hard nodig heeft, komt klagen over het geluidsoverlast. Echter, wanneer ze Jerry ontmoet, lijken ze een romantische connectie te hebben. Ze maakt de situatie echter meer ingewikkeld als ze Jerry aanziet voor Horace.

## Rolverdeling
| Acteur                | Personage       |
| --------------------- | --------------- |
| Fred Astaire          | Jerry Travers   |
| Ginger Rogers         | Dale Tremont    |
| Edward Everett Horton | Horace Hardwick |
| Erik Rhodes           | Alberto Beddini |
| Eric Blore            | Bates           |
| Helen Broderick       | Madge Hardwick  |

## Liedjes
- "No Strings"
- "Isn't It A Lovely Day?"
- "Top Hat, White Tie and Tails"
- "Cheek to Cheek"
- "The Piccolino"

Tekst en muziek van Irving Berlin.

## Prijzen
De film kreeg nominaties bij verschillende prijzen:
- Academy Award
  - Beste Film
  - Beste Muziek
  - Beste Art Direction
  - Beste Dansregie
- Satellite Awards
  - Outstanding Classic DVD

De film kreeg daarnaast in 1990 de National Film Registry.